# 环戊二烯基钠
環戊二烯基鈉(烯環鈉)，無色固體，是一种有机钠化合物，对空气和水敏感，化学式为NaC5H5。通常简称为NaCp、CpNa，其中Cp−是环戊二烯阴离子。在配位化学中，Cp也作为环戊二烯基配体的缩写。环戊二烯基钠是无色固体，但样本会因为氧化而呈粉红色。

## 制备
市售有环戊二烯基钠的THF的溶液。可通过用钠处理环戊二烯制备：
2 Na + 2 C5H6  →  2 NaC5H5  +  H2
通常是在双环戊二烯中加热钠至熔融态以进行反应。以前的常见做法是用“钠丝”或“钠砂”，这可通过二甲苯熔融回流钠，同时快速搅拌来制得这种细分散体的形式。使用氢化钠更易制备：
NaH  +  C5H6  →  NaC5H5  +  H2
早期的实验使用格氏试剂作为反应物。环戊二烯pKa为15，因此可以被许多试剂去质子化。
NaCp的性质很大程度上取决于它所处的介质。在一些合成路线中，该试剂通常表示为Na+C5H5−的盐形式。少见的无溶剂结晶NaCp是一个像防滑垫式的夹心型配合物，含有夹在μ-η5:η5-C5H5配体中交替的Na+中心构成的无限链条。在溶剂中，NaCp是高度溶剂化的，特别是碱金属加合物Na（tmeda）Cp更能增加区分度。

## 应用
环戊二烯基钠是一种常见制备茂金属的试剂。如二茂铁和二氯二茂锆的制备：
2 NaC5H5  +  FeCl2   →   Fe(C5H5)2  +  2 NaCl
ZrCl4(thf)2 + 2 NaCp → Cp2ZrCl2 + 2 NaCl + 2 THF

## 流行文化
在台灣網路上將此化合物簡稱為烯環鈉，具有歧視台灣原住民的意味疑慮。。